# Luis Carlos Ewald
Luis Carlos Ewald é economista e engenheiro, com pós-graduação em Mercado de Capitais pela Fundação Getúlio Vargas (FGV/RJ), onde leciona Finanças nos cursos de MBA. Atua também como consultor econômico e de treinamento de grandes empresas. Em 2014 declarou em entrevista para Info money que a bolha imobiliária do Brasil iria estourar após a copa do mundo. Um tremendo equivoco. Nada que foi previsto pelo economista ocorreu.

## Histórico
Luis Carlos Ewald ficou conhecido ao participar dos programas Fantástico e Mais Você, da Rede Globo, dando dicas e orientações sobre economia doméstica, orçamento e finanças pessoais.
Durante a década de 90, Ewald escreveu sobre economia doméstica em uma coluna dominical no Jornal do Brasil. 

### Livros publicados
- “Sobrou dinheiro: lições de economia doméstica” (Editora Bertrand Brasil, 2003)